# Región de Shabeellaha Dhexe
Shabeellaha Dhexe (somalí: Shabeellaha Dhexe; árabe: شبيلي الوسطى Shabaylī al-Wusţá) es una región administrativa (gobolka) en el sur de Somalia. Limita con las regiones somalíes de Galguduud, Hiiraan, Shabeellaha Hoose, y Banaadir y el océano Índico.